# Đội tuyển bóng đá bãi biển quốc gia Ukraina
Đội tuyển bóng đá bãi biển quốc gia Ukraina đại diện Ukraina ở các giải thi đấu bóng đá bãi biển quốc tế và được điều hành bởi FFU, cơ quan quản lý bóng đá ở Ukraina.

## Thành tích thi đấu

### Vòng loại giải vô địch bóng đá bãi biển thế giới khu vực châu Âu
| Thành tích Vòng loại giải vô địch bóng đá bãi biển thế giới | Thành tích Vòng loại giải vô địch bóng đá bãi biển thế giới | Thành tích Vòng loại giải vô địch bóng đá bãi biển thế giới | Thành tích Vòng loại giải vô địch bóng đá bãi biển thế giới | Thành tích Vòng loại giải vô địch bóng đá bãi biển thế giới | Thành tích Vòng loại giải vô địch bóng đá bãi biển thế giới | Thành tích Vòng loại giải vô địch bóng đá bãi biển thế giới | Thành tích Vòng loại giải vô địch bóng đá bãi biển thế giới | Thành tích Vòng loại giải vô địch bóng đá bãi biển thế giới | Thành tích Vòng loại giải vô địch bóng đá bãi biển thế giới | Thành tích Vòng loại giải vô địch bóng đá bãi biển thế giới |
| Năm                                                         | Vòng                                                        | St                                                          | W                                                           | WE                                                          | WP                                                          | B                                                           | BT                                                          | BB                                                          | HS                                                          | Đ                                                           |
| ----------------------------------------------------------- | ----------------------------------------------------------- | ----------------------------------------------------------- | ----------------------------------------------------------- | ----------------------------------------------------------- | ----------------------------------------------------------- | ----------------------------------------------------------- | ----------------------------------------------------------- | ----------------------------------------------------------- | ----------------------------------------------------------- | ----------------------------------------------------------- |
| 2008                                                        | -                                                           | 5                                                           | 4                                                           | 0                                                           | 0                                                           | 1                                                           | 26                                                          | 17                                                          | +9                                                          | 12                                                          |
| 2009                                                        | -                                                           | 4                                                           | 1                                                           | 0                                                           | 1                                                           | 2                                                           | 18                                                          | 15                                                          | +3                                                          | 4                                                           |
| 2011                                                        | -                                                           | 7                                                           | 5                                                           | 0                                                           | 1                                                           | 1                                                           | 37                                                          | 22                                                          | +15                                                         | 16                                                          |
| 2013                                                        | -                                                           | 8                                                           | 7                                                           | 0                                                           | 0                                                           | 1                                                           | 33                                                          | 20                                                          | +13                                                         | 21                                                          |
| 2015                                                        | -                                                           | 8                                                           | 6                                                           | 0                                                           | 0                                                           | 2                                                           | 41                                                          | 24                                                          | +17                                                         | 18                                                          |
| 2017                                                        | -                                                           | 7                                                           | 3                                                           | 0                                                           | 1                                                           | 3                                                           | 33                                                          | 20                                                          | +13                                                         | 10                                                          |
| Tổng cộng                                                   | 6/6                                                         | 39                                                          | 26                                                          | 0                                                           | 3                                                           | 10                                                          | 188                                                         | 118                                                         | +70                                                         | 81                                                          |

## Đội hình hiện tại
Chính xác tính đến tháng 9 năm 2013

Ghi chú: Quốc kỳ chỉ đội tuyển quốc gia được xác định rõ trong điều lệ tư cách FIFA. Các cầu thủ có thể giữ hơn một quốc tịch ngoài FIFA.
| Số | VT | Quốc gia | Cầu thủ              |
| -- | -- | -------- | -------------------- |
| 1  | TM |          | Vitaliy Sydorenko    |
| 2  | HV |          | Evhen Ryabchuk       |
| 3  | TĐ |          | Viktor Panteleychuk  |
| 4  | TĐ |          | Maksym Nazarenko     |
| 5  | HV |          | Kostyantyn Andryeyev |
| 6  | TĐ |          | Andriy Borsuk        |

| Số | VT | Quốc gia | Cầu thủ                  |
| -- | -- | -------- | ------------------------ |
| 7  | HV |          | Ihor Borsuk (đội trưởng) |
| 8  | HV |          | Roman Pachev             |
| 9  | TĐ |          | Oleh Zborovskyi          |
| 10 | TĐ |          | Andriy Yevdokymov        |
| 11 | TĐ |          | Oleksandr Korniychuk     |
| 12 | TM |          | Volodymyr Hladchenko     |

Huấn luyện viên: Serhiy Kucherenko

## Ban huấn luyện hiện tại
- Đại biểu trưởng: Andriy Kuntsevych

## Thành tích
- Thành tích tốt nhất tại Giải vô địch bóng đá bãi biển thế giới: Hạng sáu
  - 2005
- Giải vô địch bóng đá bãi biển châu Âu: Vô địch
  - 2016
- Giải vô địch bóng đá bãi biển châu Âu: Vô địch
  - 2007
- Vòng loại Giải vô địch bóng đá bãi biển thế giới: Vô địch
  - 2011